# Muskövarvet

Muskövarvet AB är ett skeppsvarv som ligger på Muskö i Haninge kommun, Stockholms län.  

## Historik
Varvet grundades år 2005 av de tre tidigare försvarsanställda kollegerna Krister Andersson, Ulf Holmqvist och Matias Stamboe. Företaget grundades i spåren av Försvarsbeslutet 2004, då Försvarsmakten beslutade att flytta och koncentrera Marinbasens verksamhet till Karlskrona. Dåvarande Marinverkstäderna på Muskö med ca 250 anställda, varslade och sade upp närmare 150 anställda, bland vilka Andersson, Holmqvist och Stamboe återfanns. Namnet Muskövarvet kom sig naturligt av att varvet geografiskt låg på Muskö samt att det som i folkmun alltid kallats för Muskövarvet de fakto formellt aldrig hade haft det namnet.
År 2007 såldes 55% av företaget till Aludesign i Docksta AB som till 2017 ägdes av bröderna Sundin innan det såldes till SAAB AB. 
Muskövarvet arbetar med service, reparationer, underhåll och ombyggnationer av fartyg och båtar från mindre fritidsbåtar till charter, passagerarbåtar och arbetsbåtar upp till ca 50 ton. Varvet arbetar till stor del med marinens båtar, men även med andra civila och offentliga redare liksom privatägda båtar.